# Waraksino (obwód wołogodzki)
Waraksino (ros. Вараксино) – wieś w Rosji, w rejonie grazowieckim obwodu wołogodzkiego. W 2002 liczyła 259 mieszkańców, z kolei w 2010 populacja miejscowości wynosiła 244 osoby.